# ALG14
ALG14‏ (ALG14, UDP-N-acetylglucosaminyltransferase subunit) هوَ بروتين يُشَفر بواسطة جين ALG14 في الإنسان.